# Eduardo Marturet
Eduardo Marturet (Caracas, 1953) è un direttore d'orchestra venezuelano.

## Biografia
Ha studiato a Cambridge, Inghilterra, dove ha conseguito laurea in pianoforte, percussioni, direzione e composizione. Nel 1979 è tornato in Venezuela con la carica di Direttore Associato dell'Orchestra Filarmonica di Caracas, e successivamente Direttore Artistico del Venezuela Symphony Orchestra, carica che ha ricoperto fino al 1995.
È ora impegnato con la National Youth Orchestra Venezuelana per dare consigli ed a sostegno dei bambini poveri.
Con l'apertura del Teatro Teresa Carreno, a Caracas, nel 1984 divenne primo Direttore Musicale; dopo tre anni ha rassegnato le dimissioni per dedicarsi ad una carriera internazionale.
Ha condotto le Direzioni delle Orchestre di numerosi paesi, sia in Europa che nelle Americhe. Ha inoltre effettuato registrazioni con la Budapest Radio Symphony, la Brabant Orkest, con la Concertgebouw Chamber Orchestra ad Amsterdam, e con i Berliner Symphoniker.
Ha fatto più di 30 CD con la Berliner Symphoniker, compreso il ciclo completo delle musiche orchestrali di Brahms, dei concerti di Beethoven e anche un ciclo di compositori latino-americana.
Nel 2001 ha diretto la Berliner Symphoniker in un tour di 12 concerti nell'America Latina.
Nel 2003 ha fatto il debutto con l'AsiaSeoul Philharmonic Orchestra. Ha anche aperto la Chorin Summer Festival a Berlino.
Ha anche debuttato con l'Orchestra Filarmonica di Buenos Aires in Argentina.
Nel gennaio del 2005 è stato nominato Direttore principale associato alla Miami Symphony Orchestra per la stagione 2005-2006. Successivamente è stato nominato Direttore Musicale e Direttore per l'Orchestra Sinfonica di Miami per un periodo di cinque anni, fino alla stagione 2011-2012.
Ha ricevuto una nominazione nella Latin Grammy Awards del 2006 per "Encantamento" nella categoria di Miglior Album Classifica condotto con la Berliner Symphoniker.